# Sahil Nayyar
Sahil Nayyar (hindi साहिल नैय्यर) (ur. 29 września 1993 w Ludhijanie) – kanadyjski snookerzysta pochodzenia indyjskiego. 

## Kariera
Sahil Nayyar dorastał w Ludhianie w północnych Indiach. W wieku 14 lat zobaczył na wakacjach ludzi grających w bilard i zapisał się do lokalnego klubu snookera. Stał się wybitnym młodym zawodnikiem i kilkakrotnie zdobył mistrzostwo stanu Pendżab w kategorii wiekowej U-19. W 2014 roku wziął udział także w Mistrzostwach Azji U-21 w pobliskim Czandigarh, docierając do ćwierćfinału. Nie udało mu się jednak zakwalifikować do turnieju kwalifikacyjnego Indian Open i Mistrzostw Świata Amatorów w Bengaluru.
Po 2018 roku Nayyar wyjechał do Kanady i osiedlił się w Ontario. Tam również kontynuował aktywną grę w bilard i stał się jednym z najlepszych graczy na szczeblu regionalnym. Gdy w 2024 roku w Toronto odbył się nowy turniej Q Tour Global, wziął udział w lokalnym turnieju i dotarł do półfinału. W tym samym roku po raz pierwszy dotarł do półfinału Mistrzostw Kanady. Następnie został jednym z przedstawicieli Kanady na kolejnych Mistrzostwach Panamerykańskich. Po trudnym początku fazy grupowej, poprawił się w fazie pucharowej. Pokonał w półfinale mistrza Kanady Wei Gao 4-2 i swojego rodaka Floyda Zieglera 4-0, a także zdobył tytuł mistrza kontynentu, pokonując Brazylijczyka Fabio Andersona Luersena 5-1. Dało mu to prawo uczestnictwa w World Snooker Tour przez kolejne dwa sezony.
Przed rozpoczęciem swojego pierwszego sezonu zawodowego, w czerwcu 2025 roku, ponownie wziął udział w Mistrzostwach Kanady. Tym razem dotarł do finału i został mistrzem kraju po pewnym zwycięstwie 5-2 nad Alanem Whitfieldem .